# نوح شمعون
نوح ليون شمعون (من مواليد 8 ديسمبر 2002) هو لاعب كرة قدم يلعب في خط وسط لصالح نادي راندرس في الدوري الدنماركي الممتاز. ولد في السويد ويلعب في صفوف المنتخب السوري.

## المسيرة الكروية
ينحدر شامون من هوسكفارنا وانتقل من ناديي Jönköpings BK و IFK Öxnehaga إلى فئة الشباب في نادي هوسكفارنا إف إف. وقد خطف أنظار الأندية الأجنبية بعد نشره مقطع فيديو على الأنترنت يُظهر فيه مهاراته. كان في فترة اختبار مع أندية مثل غرويتر فورت في عام 2018 ونادي بارما في عام 2019. بعد ذلك، بدأ مسيرته الكروية في الدوري السويدي الدرجة الأولى (المستوى الثالث) مع نادي آشوريسكا IK الذي أسسه مهاجرون سريان من طور عابدين. استمر باللعب خلال موسم 2019 قبل أن يبلغ 17 عامًا في ديسمبر.
في موسم 2020، سجل شمعون وصنع العديد من الأهداف والتمريرات الحاسمة، ثم وقع مع نادي كالمار. بدأ انطلاقته في الدوري السويدي الممتاز في أبريل 2021 ضد Östersund. سجل لأول مرة في مايو 2022، عندما وضع كلا الهدفين في الفوز 2-0 على هاماربي.
في فبراير 2024، بدأ مسيرته الاحترافية، حيث وقع مع نادي راندرس في الدوري الدنماركي الممتاز. ظهر لأول مرة في الدوري الممتاز في مارس 2024 ضد نادي ميتييلاند.

## المسيرة الدولية

### السويد
شارك شمعون لأول مرة على المستوى الدولي مع منتخب السويد تحت 20 سنة في أكتوبر 2021 ضد منتخب رومانيا تحت 20 سنة، ولعب مع منتخب السويد تحت 21 سنة في عامي 2022 و2023.

### سوريا
في مارس 2024، استُدعي شمعون لمباريات تصفيات كأس العالم 2026 - آسيا الجولة الثانية ضد ميانمار.

## الحياة الشخصية
ينحدر شمعون من أصل آشوري. انتقل والده روبل الذي ولد في تركيا إلى السويد مع عائلته عندما كان يبلغ من العمر عامين، بينما نشأت والدته إيلين في ألمانيا وكانت تبلغ من العمر 18 عامًا عندما انتقلت إلى يونشوبينغ.

## الإحصائيات

### النادي
آخر تحديث 24 سبتمبر 2024.
| النادي        | الموسم        | الدوري                 | الدوري | الدوري  | الكأس  | الكأس   | قاري   | قاري    | أخرى   | أخرى    | المجموع | المجموع |
| النادي        | الموسم        | الدرجة                 | الظهور | الأهداف | الظهور | الأهداف | الظهور | الأهداف | الظهور | الأهداف | الظهور  | الأهداف |
| ------------- | ------------- | ---------------------- | ------ | ------- | ------ | ------- | ------ | ------- | ------ | ------- | ------- | ------- |
| آشوريسكا IK   | 2019          | الدرجة الأولى          | 19     | 2       | 1      | 0       | —      | —       | —      | —       | 20      | 2       |
| آشوريسكا IK   | 2020          | الدرجة الأولى          | 27     | 5       | 0      | 0       | —      | —       | —      | —       | 27      | 5       |
| آشوريسكا IK   | المجموع       | المجموع                | 46     | 7       | 1      | 0       | 0      | 0       | 0      | 0       | 47      | 7       |
| نادي كالمار   | 2021          | الدوري السويدي الممتاز | 20     | 0       | 4      | 1       | —      | —       | —      | —       | 24      | 1       |
| نادي كالمار   | 2022          | الدوري السويدي الممتاز | 27     | 3       | 4      | 0       | —      | —       | —      | —       | 31      | 3       |
| نادي كالمار   | 2023          | الدوري السويدي الممتاز | 27     | 3       | 1      | 1       | 2      | 0       | —      | —       | 30      | 4       |
| نادي كالمار   | المجموع       | المجموع                | 74     | 6       | 9      | 2       | 2      | 0       | 0      | 0       | 85      | 8       |
| راندرس        | 2023-24       | دوري السوبر الدنماركي  | 4      | 0       | 0      | 0       | —      | —       | 0      | 0       | 4       | 0       |
| راندرس        | 2024-25       | دوري السوبر الدنماركي  | 3      | 0       | 1      | 0       | —      | —       | —      | —       | 4       | 0       |
| راندرس        | المجموع       | المجموع                | 7      | 0       | 1      | 0       | 0      | 0       | 0      | 0       | 8       | 0       |
| المجموع الكلي | المجموع الكلي | المجموع الكلي          | 127    | 13      | 11     | 2       | 2      | 0       | 0      | 0       | 140     | 15      |

1. ↑  تشمل كأس السويد، كأس الدنمارك
2. ↑  الظهور في دوري المؤتمر الأوروبي

### المنتخب
آخر تحديث   9 سبتمبر 2024.
| المنتخب                | السنة   | الظهور | الأهداف |
| ---------------------- | ------- | ------ | ------- |
| منتخب سوريا لكرة القدم | 2024    | 4      | 0       |
| المجموع                | المجموع | 4      | 0       |